# Юнак (село)
Юнак (болг. Юнак) — село в Болгарии. Находится в Варненской области, входит в общину Аврен. Население составляет 152 человека.

## Политическая ситуация
Юнак подчиняется непосредственно общине и не имеет своего кмета.
Кмет (мэр) общины Аврен — Красимир Христов Тодоров (коалиция в составе 2 партий: Национальное движение «Симеон Второй» (НДСВ), Болгарская социал-демократия (БСД)) по результатам выборов в правление общины.